# Куазво
Куазво́ (фр. Coisevaux) — коммуна во Франции, находится в регионе Франш-Конте. Департамент — Верхняя Сона. Входит в состав кантона Эрикур-Уэст. Округ коммуны — Люр.
Код INSEE коммуны — 70160.

## География
Коммуна расположена приблизительно в 360 км к юго-востоку от Парижа, в 65 км северо-восточнее Безансона, в 45 км к востоку от Везуля.

## Население
Население коммуны на 2010 год составляло 343 человека.
| 1962 | 1968 | 1975 | 1982 | 1990 | 1999 | 2010 |
| ---- | ---- | ---- | ---- | ---- | ---- | ---- |
| 124  | 117  | 123  | 171  | 211  | 249  | 343  |

## Экономика
В 2010 году среди 231 человека трудоспособного возраста (15—64 лет) 182 были экономически активными, 49 — неактивными (показатель активности — 78,8 %, в 1999 году было 68,8 %). Из 182 активных жителей работали 171 человек (95 мужчин и 76 женщин), безработных было 11 (5 мужчин и 6 женщин). Среди 49 неактивных 15 человек были учениками или студентами, 16 — пенсионерами, 18 были неактивными по другим причинам.

## Фотогалерея

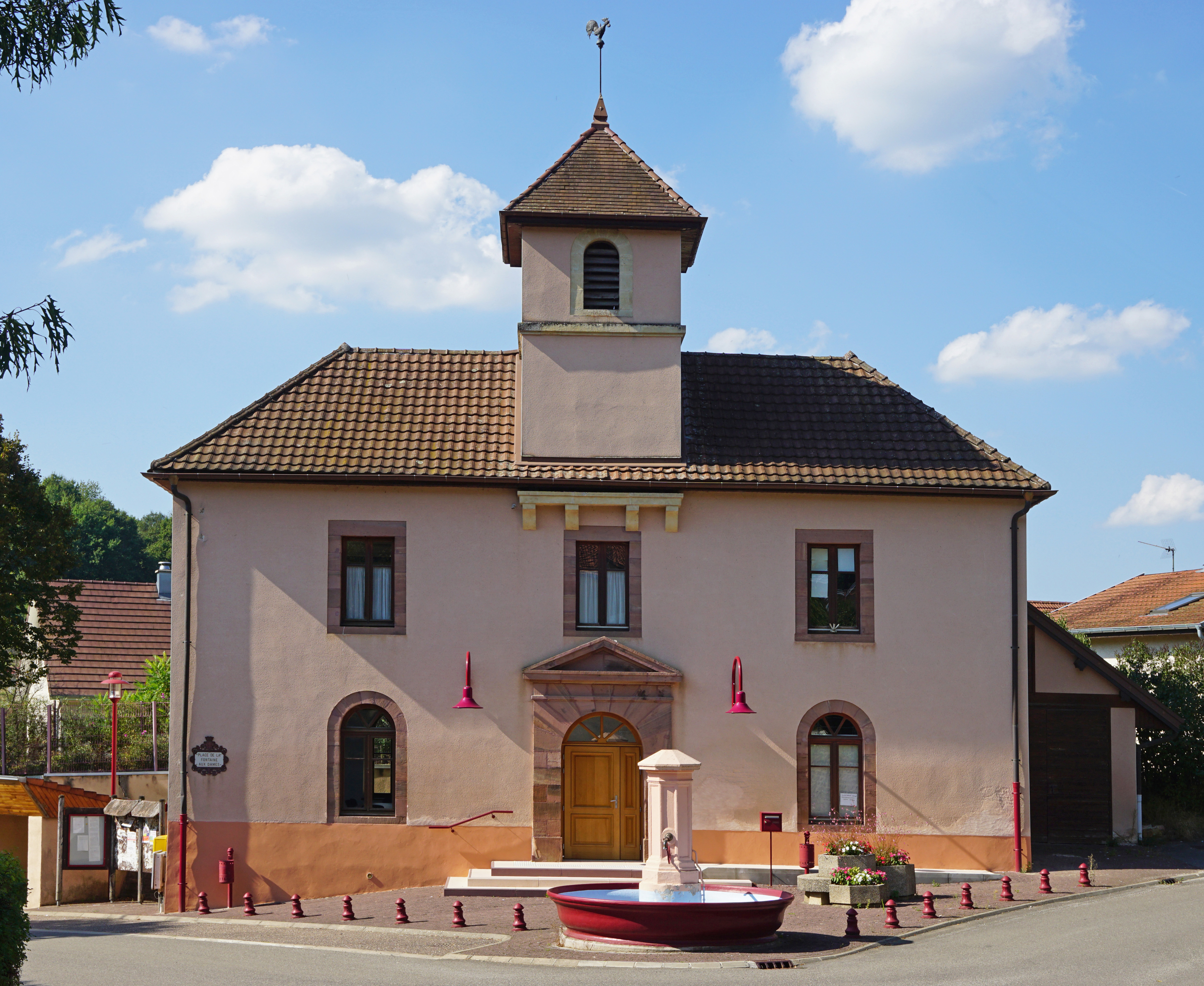
Мэрия
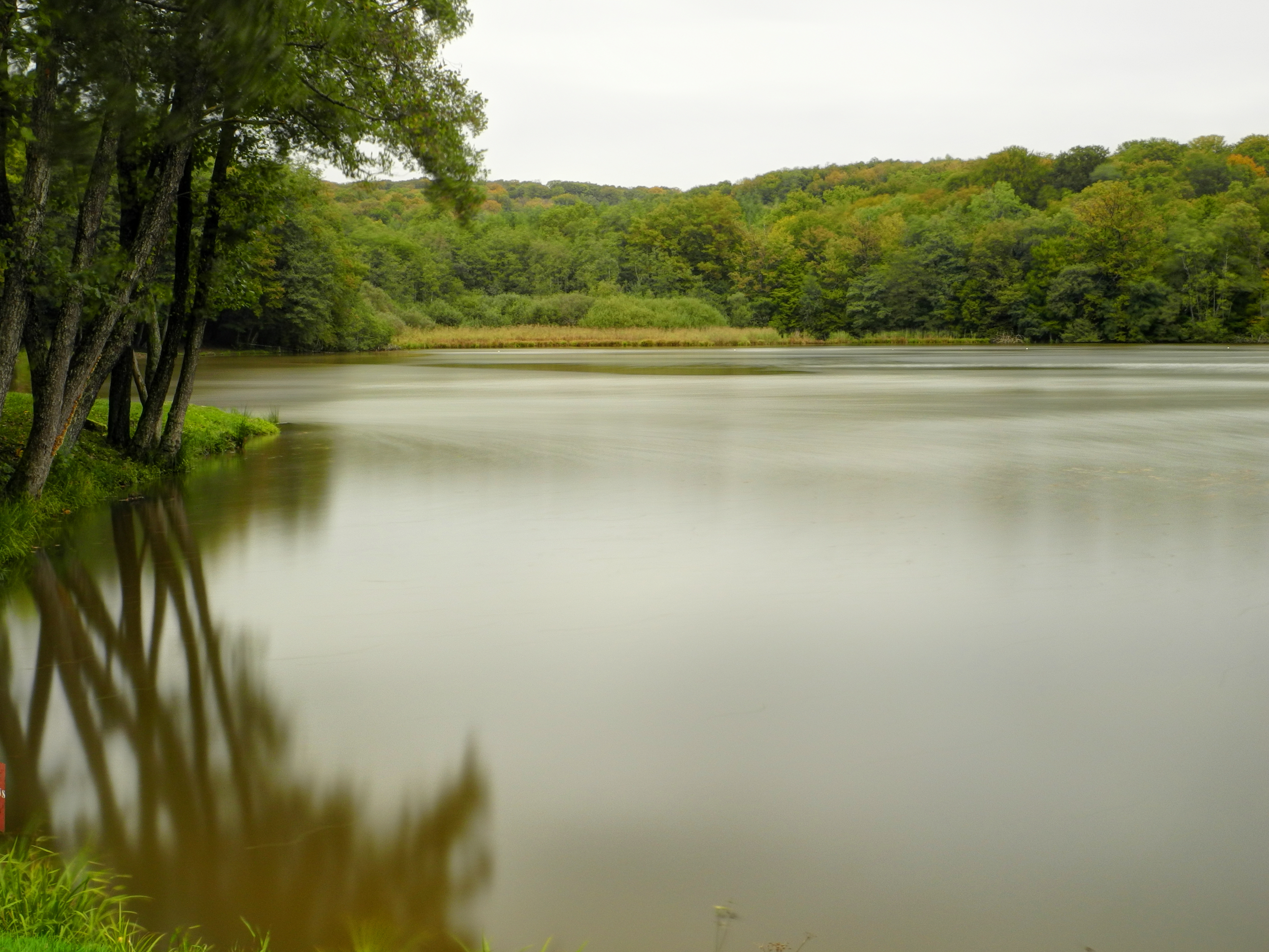
Озеро Решаль
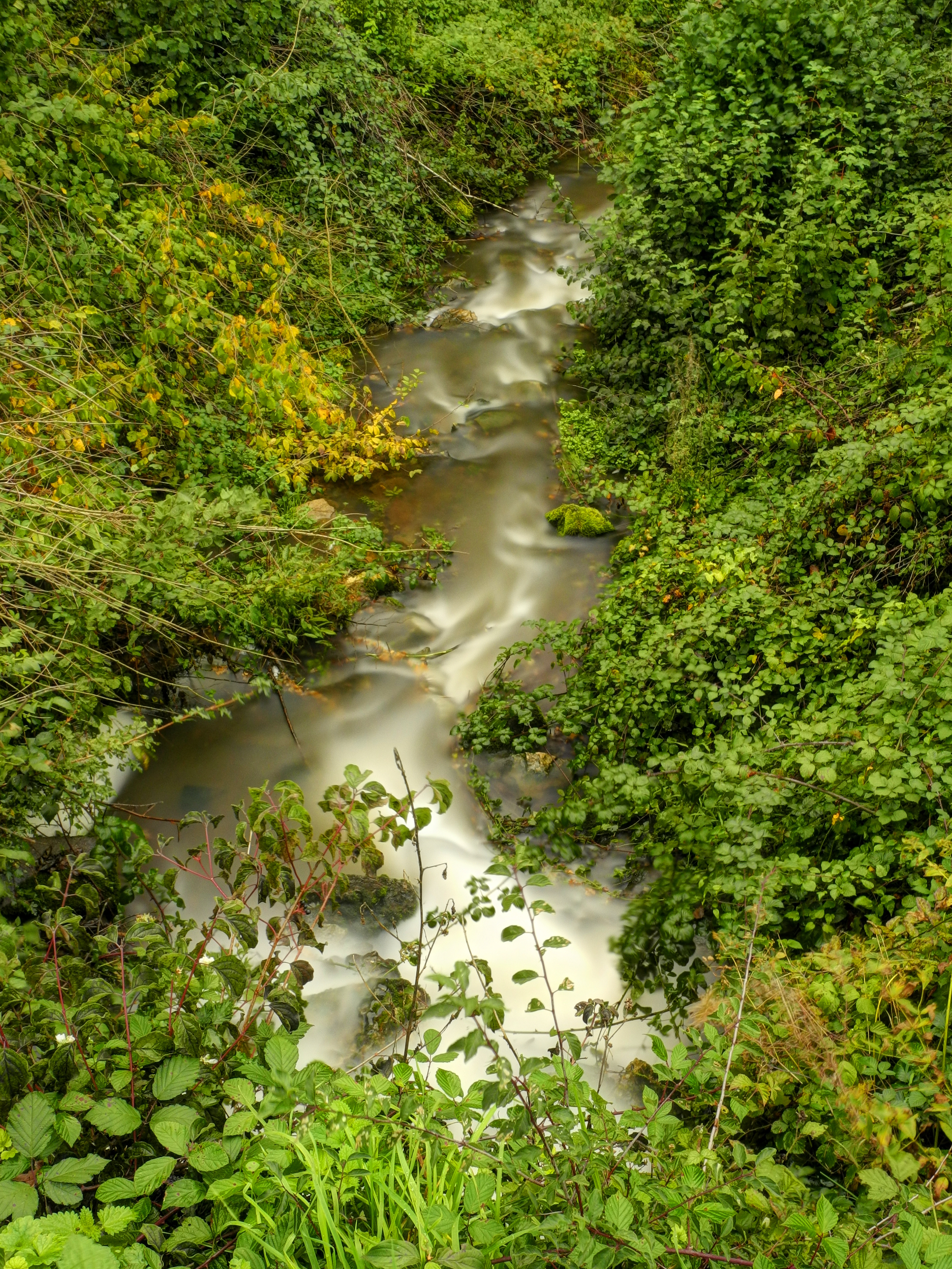
Ручей Решаль
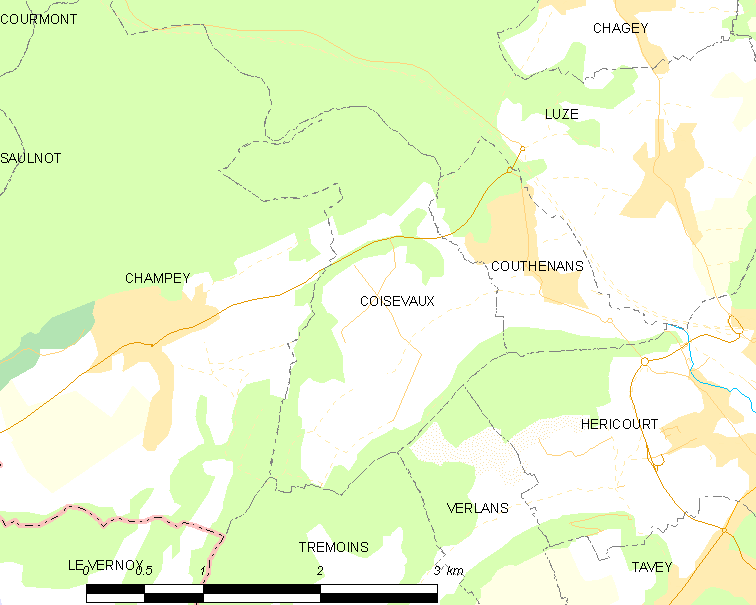
Карта коммуны